# Karuta

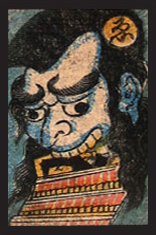
Karte aus dem Obake-Karuta-Kartendeck (Monsterkarten), frühes 19. Jahrhundert. Jede Karte zeigt eine Kreatur aus der japanischen Mythologie sowie einen Buchstaben aus der Hiragana-Silbenschrift.

Karuta (jap. かるた), welches sich als Gairaigo vom portugiesischen Wort carta („Karte“) ableitet, ist ein japanisches Kartenspiel.
Karuta wird meist zu Neujahr gespielt. Die Karten sind etwas dicker als die Karten europäischer Kartenspiele. Ähnlich den in Europa üblichen Rommé-Karten, kann Karuta in unterschiedlichen Variationen gespielt werden. Es ist auch möglich, das Spiel mit zwei Kartendecks europäischer Spielkarten zu spielen. In den Grund- und Mittelschulen wird zu Lernzwecken Karuta häufig von Kindern während der Schulstunden gespielt.

## Regeln
Die Grundidee des Spiels ist es, so schnell wie möglich aus einer Anzahl von Karten die richtige auszuwählen und diese dann schneller als der Gegner aufzunehmen. Es gibt eine Vielzahl von verschiedenen Arten von Karten, welche benutzt werden können, um Karuta zu spielen.
Es gibt zwei verschiedene Arten von Karten in Karuta: Die Yomifuda (読札, dt. „Lesekarten“) und die Torifuda (取り札, dt. „Greifkarten“). Wie durch die Namen angedeutet wird, muss der Spieler anhand der Yomifuda entscheiden, welche dazugehörige Torifuda er aufheben muss, bevor dies einem anderen Mitspieler gelingt.

## Arten
- Jōmō Karuta (上毛かるた)
- Uta-Garuta (歌ガルタ, dt. „Gedichtkarten“)
  - Hyakunin Isshu (百人一首, dt. „100 Personen, 1 Gedicht“)
- Hanafuda (花札, dt. „Blumenkarten“)
- Iroha-Garuta (いろはがるた)
- Obake-Karuta (dt. „Monsterkarten“)

Die zwei häufigsten Arten von Karuta sind die Uta-Garuta und die Iroha-Garuta. In Uta-Garuta versuchen Spieler, anhand von drei vorgegebenen Zeilen die letzten zwei Zeilen eines Tanka zu ermitteln. Es ist oft schon möglich, ein Gedicht anhand der ersten oder der ersten beiden Silben zu bestimmen. Die Gedichte für diese Variante stammen aus dem Hyakunin Isshu und werden traditionell zu Neujahr gespielt. Die zweite Variante Iroha-Garuta kann von jedem gespielt werden, der Hiragana lesen kann. Bei dieser Spielvariante zeigt eine typische Torifuda eine Zeichnung mit einem Kana in einer beliebigen Ecke der Karte. Die dazugehörige Yomifuda zeigt ein Sprichwort, dessen erste Silbe dem Kana auf dem Torifuda gleicht.

## Karuta in Manga, Anime und Film
- In japanischen Manga und Anime spielt Karuta in einigen Serien eine bedeutende Rolle, beispielsweise in der Manga-Reihe Chihayafuru oder im 21. Kinofilm der Animeserie Detektiv Conan.
- Die japanische Kultur- und Lifestyle-Serie Begin Japanology, ausgestrahlt auf NHK World, zeigte 2010 eine Folge zu Karuta.